# 志留纪—泥盆纪陆地革命

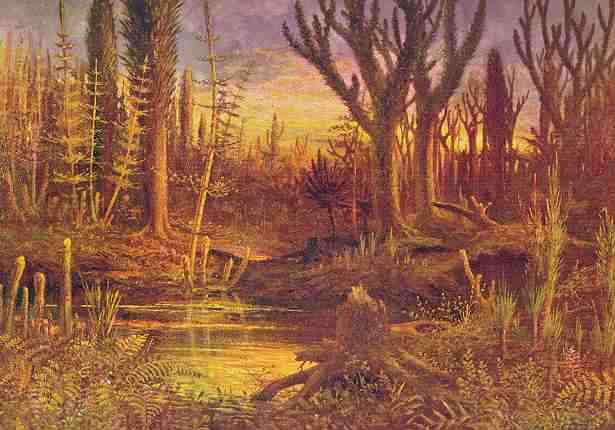
泥盆纪沼泽的艺术想象画，源自《The World Before the Deluge》（1872）一书

志留纪—泥盆纪陆地革命（英語：Silurian-Devonian Terrestrial Revolution），也称泥盆纪植物爆发（Devonian Plant Explosion，简称DePE）或泥盆纪大爆发（Devonian explosion），是显生宙古生代中期有胚植物（特别是维管植物）和真菌（特别是双核真菌）开始在陆地上出现快速定殖、多样化和辐射并逐渐形成原始陆地生态系统的时期，发生在距今4.28至3.59亿年前的志留纪和泥盆纪期间，其中最关键的阶段发生在两纪之交。这个时期的植物相主要是通过孢子繁殖的蕨类植物，与现今主流的被子植物无论在外形、结构和繁殖策略上都有很大不同，而且大多在后来的泥盆纪后期灭绝事件、石炭纪雨林崩溃事件和二叠纪末大灭绝等灭绝事件中消亡，其生态位大多被后出现的种子植物（种子蕨和裸子植物）所取代。
陆生自营生物的出现和不断繁盛对地球表面的自然环境产生了很大的冲击，特别是因为不再受水面反光的影响，这些被日光直射并能直接从空气中获取大量二氧化碳的植物通过不断光合作用改变了地球大气层的成分，使得氧气浓度首次超过了10％。陆生植物日渐强健的根系也不断侵蚀岩石层，所产生的细砂与各种有机物碎屑混合后形成了土壤，最终在地壳上形成了可以保水并且富含腐殖质的土壤层，为之后动物的登陆演化创造了栖息条件。植物对地表风化作用的加速，也显著影响了地球的水圈（特别是淡水），使得大量矿物质被从岩石中释放并随着地表径流进入水体，最终也逐渐提高了海洋的盐度。植物叶部的蒸腾作用产生的水蒸气也影响了水循环，加上固碳降低了温室效应，使得全球气候受到影响，部分造成了晚古生代大冰期。

## 陆地生命
最先登陆并定殖陆地的复杂生物其实是真菌，其中一些与绿藻和蓝绿菌发生共生演化成了早期的地衣，另一些（特别是球囊菌）甚至发展成了直径达1（3.3英尺）、高度则可达8.8（29英尺）的原杉菌（Prototaxites），是当时陆地上最大的生物，直到石炭纪早期才在尺寸上被植物超过。植物很可能沿着并利用真菌的菌丝扩展根系形成了共生的菌根，并且在植物根际之间的土壤内形成了可以交换养分的菌根网络。最早由真菌与维管植物共生产生的菌根化石出现于泥盆纪早期。
最早可以在陆地环境存活的绿色质体生物（植物与绿藻的共同祖先）很可能在奥陶纪就已出现。最早登陆的有胚植物是非维管的苔藓植物，出现在4.7亿年前的奥陶纪中后期，其中在波罗的大陆在达瑞威尔期就已经存在了颇具多样性的植物群。汞同位素调查（∆199Hg和∆200Hg）发现陆生植物在志留纪早期就已经扩散至陆地上很大区域。在侯默期冰期（早古生代大冰期的一部分）结束后出现了一个间冰期暖化，三缝孢的植物也首次出现了大规模的多样化事件，但之后在卢德福德期中期又再次因冰期出现大规模海退，在引发劳阶灭绝事件的同时也让出大量新暴露的陆地供植物和蓝绿菌菌毯定殖，使得多孢植物开始繁盛并在之后普里道利世的温暖期开始进一步多样化。最早的维管植物化石以孢子体的形态出现在文洛克世，而最早的石松门物种——巴氏石松（Baragwanathia）出现在随后的罗德洛世。孢粉学证据表明志留纪的陆生植物一致性很强，而不向现代植物那样会因为区域不同而呈现物种多样性。志留纪的植物多样化得到了瑞亚克洋中数个快速变化的小型火山岛相助，其环境多变性使得演化得以加速，但当时的植物尺寸很小，其中一个物种（Tichavekia grandis）达到13（5.1英寸）的高度已经算作巨型植物。
泥盆纪的地表则出现了广泛绿化，许多现代维管植物的演化支都出现在这个时期。真叶植物的基群出现在泥盆纪早期的化石中，而石松也首次出现了演化辐射。和志留纪一样，泥盆纪早期的植物群落无论地处哪里都十分相似，只有极少数具有特有性.。真叶植物的多样性在泥盆纪中期继续增加，高度超过8（26英尺）的真正意义上的树林也首次出现，最早的森林化石出现在艾菲尔期，最古老的树木是枝蕨纲。泥盆纪的树沼森林主要充斥着巨型木贼、真蕨类、羊齿植物和可以长到40（130英尺）高的鳞木科石松，而种子蕨和前裸子植物也在这段时期兴盛，其中古蕨属发展出了复杂的根系系统，可以应对干燥环境。因为蕨类植物和前裸子植物的迅速辐射，植物在泥盆纪晚期的多样化最为迅速，而枝蕨纲继续成为森林生态系统的主力.。在泥盆纪末期，真正意义上的种子植物开始出现。与现代植物外形相似的泥盆纪植物是真蕨类)，虽然其中许多物种被怀疑是附生植物。真正的裸子植物（银杏和苏铁）则是在石炭纪才真正出现。
各植物之间为了争夺单位面积内总量有限的日光照射、土壤养分和生长空间，其表型的多样性在志留纪和泥盆纪期间增加的幅度不亚于动物在寒武纪大爆发中的程度。这期间维管植物因为演化出了木质素更能纵向生长，使得高耸茂密的树冠开始成为常态，并在之后的石炭纪形成了广袤的煤炭森林沼泽。植被在地表上产生的遮掩也为各类陆生动物（主要是六足类、蛛形类与多足类节肢动物、真肺类腹足纲软体动物、四足类脊椎动物和寡毛类环节动物）提供了庇护环境，同时创造了植食这一种新的觅食策略。植物和动物之间的互动使其共同演化出了各种反捕适应和共生关系，其中一些新演化出的种子植物（种子蕨和裸子植物）甚至开始依赖动物（主要是昆虫）协助其授粉和传播种子。

## 对大气、气候和土壤的影响
根系更深的维管植物对土壤、大气和海洋中的氧气含量都造成了深远影响，因此诞生了用来解释生物地质形态变化的“泥盆纪植物假说”（Devonian Plant Hypothesis）。泥盆纪的陆生植物扩张改变了土壤成分，并增加了硅酸盐的风化。因为陆地植物所受的日光照射远比水生自养生物（蓝绿菌和藻类）更充足，光合固碳使得大气中的二氧化碳含量从6300 ppmv降至2100 ppmv。虽然植被可以明显减少了陆地的日光反照率，但当时分解木质的食碎屑动物和微生物尚未演化成熟，这使得大量碳元素被转换为截存在淤泥河岩层中而不是回归碳循环，因此大大降低了温室效应。这加上当时冈瓦纳大陆构造抬升暴露出的玄武岩也会吸收大量二氧化碳，引发了泥盆纪晚期开始的晚古生代大冰期。但学术界也有另外的假说认为陆地植物的演化其实会减少硅酸盐风化。
泥盆纪植物兴盛的另一个结果是大气层中的氧气含量剧增，使其在氧气地质历史上首次上升超过大气成分的10％（现今水平的一半），是地球第三次大规模的氧化事件（前两次分别是太古宙末期因蓝绿菌产氧引发的大氧化事件、以及元古宙后期因质体藻类繁盛导致的新元古代氧化事件）。伴随氧气一同剧增的是野火的频率，而地球的氧气浓度在普里道利世首次达到了可以产生林火的水平，在化石证据中留下了最早的木炭痕迹，但泥盆纪早期和中期的大部分时期大气层的含氧量还不足以引发频繁的火灾。到了法门期晚期，大规模野火已经是常见现象。
陆生植物的繁盛使得内陆水体中的细砂沉积物（淤泥）总量剧增，这些沉积物在冲积平原的积累造成了河流的曲流和交织的复杂度，并形成了大量湿地、池塘和湖泊以及经常被洪涝的河岸带林地，这使得各类节肢动物（包括水生和陆生）、淡水软体动物（包括淡水螺和贝类）、淡水鱼和食虫的四足动物都得到了更丰富的栖息条件。
泥盆纪的植物爆发所造成的风化加速在全球范围造成了淡水水体和海洋的富养化也加速了沉积物的循环，很可能因此导致赤潮造成海洋低氧现象也引发了泥盆纪末大灭绝。植物根系对岩石的侵蚀释放出了大量矿物质（特别是磷酸盐），而这些矿物质和土壤中的腐殖质被降水大量冲刷到地表水体中后会造成养分污染，很可能会引发大范围的藻华，从而使得当地水体缺氧。这种水体缺氧对水生动物——特别是体型较大的自游动物（比如当时处于霸权生态位的盾皮鱼）——尤其致命，其造成的极端选择压力也使得淡水生态系统中的一部分四足形类肉鳍鱼因为愈加依赖用与鱼鳔同源的原始肺呼吸空气而向着陆生方向演化，最终在之后的石炭纪成为了四足动物并在二叠纪演化出了彻底摆脱水生的羊膜动物。
陆地植物物质在沼泽中沉积的增加也可以解释泥盆纪岩层中煤矿和沼气石油的产生。